# STS-42
STS-42 (Space Transportation System-42) var rumfærgen Discovery 14. rumfærge-mission. Den blev opsendt d. 22. januar 1992 og vendte tilbage den 30. januar 1992.
Den primære nyttelast var Spacelab modulet International Microgravity Laboratory-1 (IML-1).

Hovedartikler:

## Besætning
- Ronald Grabe (kaptajn)
- Stephen Oswald (pilot)
- Norman Thagard (1. missionsspecialist)
- David Hilmers (2. missionsspecialist)
- William Readdy (3. missionsspecialist)
- Roberta Bondar (1. nyttelast-specialist)
- Ulf Merbold (2. nyttelast-specialist) ESA

## Missionen
Missionen medbragte følgende nyttelast:
- Spacelab
  - International Microgravity Laboratory-1 (IML-1)
- 10 x Get Away Special (GAS)
- 2 x Shuttle Student Involvement Program (SSIP)
- Microgravity research] (GOSAMR)
- Investigations into Polymer Membrane Processing (IPMP)
- Radiation Monitoring Experiment (RME-III).

- Opsendelse
- I rummet
- Landing